# یواس‌اس اس-۴۶ (اس‌اس-۱۵۷)
یواس‌اس اس-۴۶ (اس‌اس-۱۵۷) (به انگلیسی: USS S-46 (SS-157)) یک زیردریایی بود که طول آن ۲۲۵ فوت ۳ اینچ (۶۸٫۶۶ متر) بود. این زیردریایی در سال ۱۹۲۳ ساخته شد.